# Filialkirche Schöneben

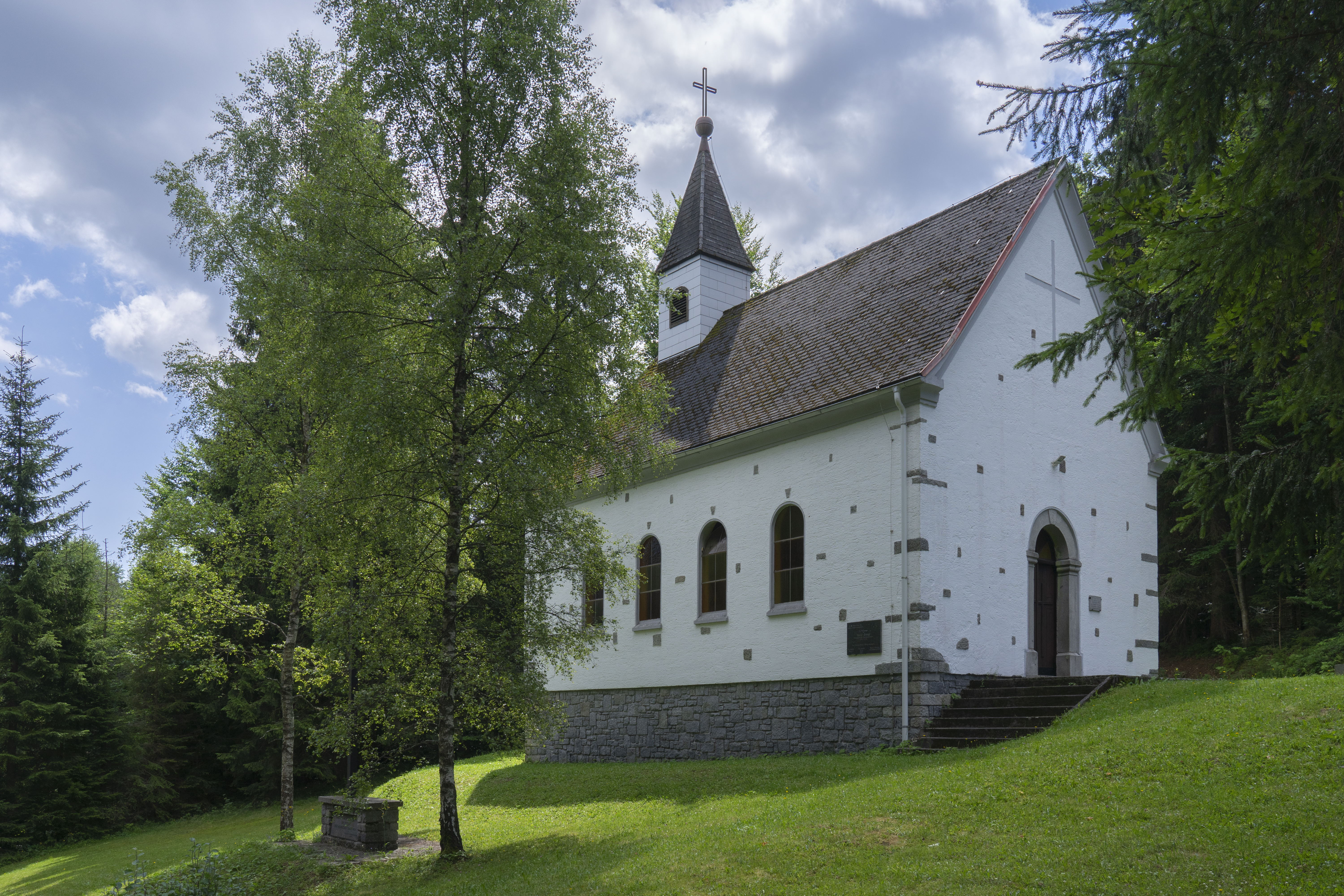
Filialkirche Schöneben

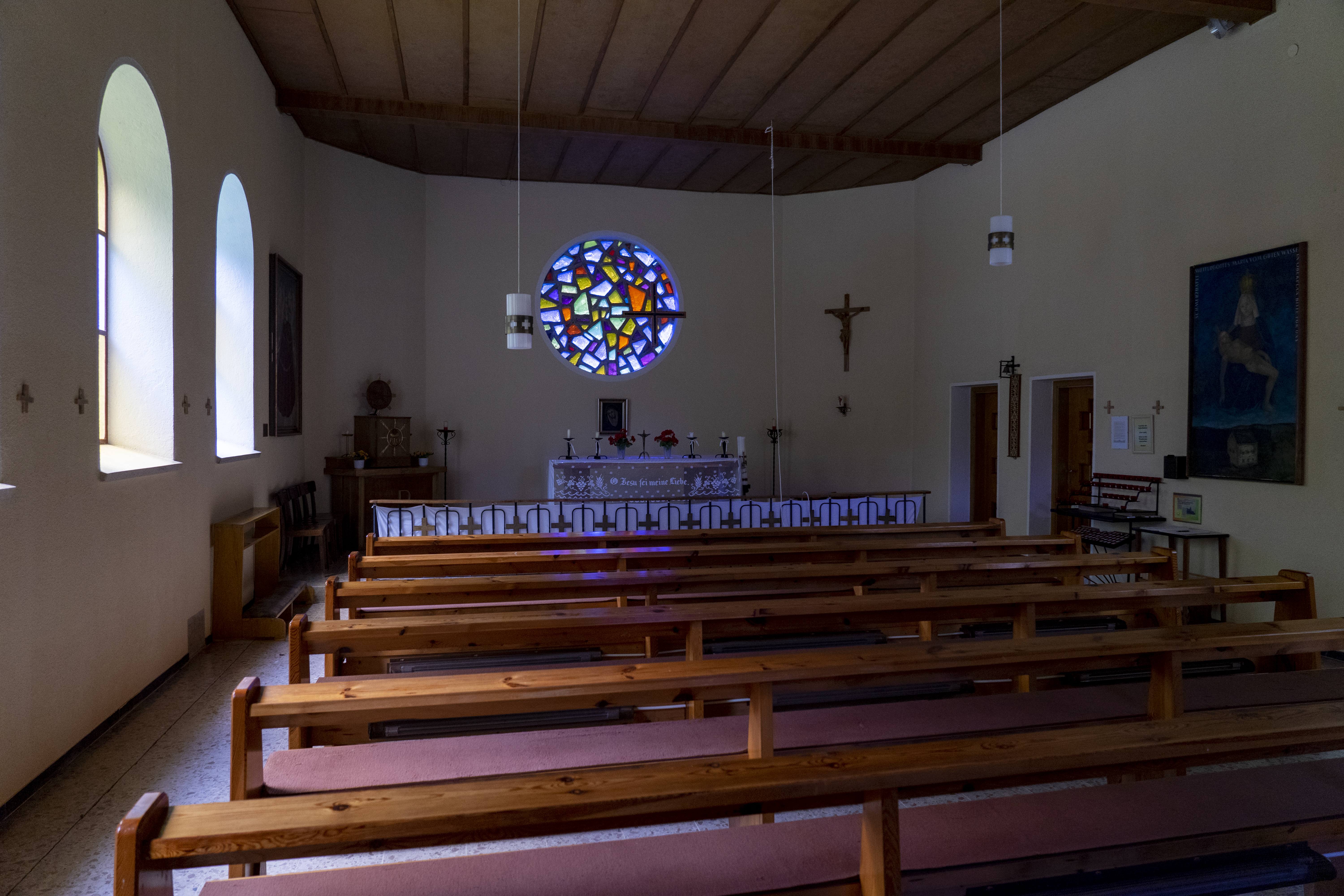
Innenansicht der Filialkirche Schöneben

Die römisch-katholische Filialkirche Schöneben, auch Heimatvertriebenenkirche oder Böhmerwaldkirche, steht in Schöneben in der Gemeinde Ulrichsberg in Oberösterreich nahe der tschechischen Grenze. Sie ist der hl. Maria auf der Flucht nach Ägypten geweiht und gehört zur Pfarrkirche Ulrichsberg in der Diözese Linz.

## Geschichte
Die Bewohner der abgelegenen Ortschaften Sonnenwald und Schöneben im oberen Mühlviertel gingen wegen der weiten Entfernung zu ihren Pfarrorten Aigen und Ulrichsberg in die Gottesdienste der nahegelegenen Kirche Glöckelberg in Tschechien. Dies war nach 1945 nicht mehr möglich, da die Grenze zur Tschechoslowakei geschlossen wurde. Daher wurden vom Ulrichsberger Pfarrer Evermond Groß in der Volksschule Schöneben Heilige Messen gefeiert, und dessen Nachfolger Dechant Josef Lorenz ließ eine Kirche in Schöneben errichten.
1960 bis 1961 wurde die durch Spenden der örtlichen Bevölkerung sowie der Glöckelberger und andere Böhmerwäldler Heimatvertriebenen mitfinanzierte Kirche durch den Linzer Dombaumeister Gottfried Nobl erbaut.
Zwischen der Kirche und der Straße wurde eine Gedenkstätte mit Tafel und großem eisernen Kreuz für die verstorbenen Böhmerwäldler errichtet. 2016 erfolgte die Renovierung der Kirche durch den Österreichischen Kameradschaftsbund.